# Anastas Ischirkow

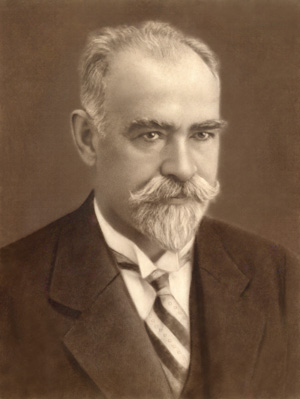
Anastas Ischirkow

Anastas Todorow Ischirkow (bulgarisch Анастас Тодоров Иширков; * 5. April 1868 in Lowetsch; † 6. April 1937 in Sofia) war ein bulgarischer Geograf.

## Leben
Er studierte zunächst an der Universität Sofia Geschichte und dann in Leipzig Geografie. Ischirkow wurde Mitglied der Bulgarischen Akademie der Wissenschaften.
Er gilt als Begründer der geografischen Wissenschaften in Bulgarien. In seinen wissenschaftlichen Arbeiten befasste er sich mit der physikalischen und ökonomischen Geographie sowie mit der Ethnografie.
Er war mehrfach Mitglied bulgarischer Delegationen bei diplomatischen Verhandlungen, so auch beim Frieden von Bukarest im Jahr 1913. Seit 2013 trägt der Berg Ishirkov Crag im Grahamland auf der Antarktischen Halbinsel seinen Namen.

## Werke (Auswahl)
- Bulgarien, Land und Leute (Bulgarische Bibliothek 1/2)
- Oro- u. Hydrographie v. Bulgarien, 1913
- Les Confins occidentaux des terres bulgares, 1915
- La Bulgarie et la Dobroudja, 1918
- Les Bulgares en Dobroudja, 1919
- La Bulgarie et la mer Egée, 1919